# 新党みらい
新党みらい（しんとうみらい）は、かつて存在した日本の政党。

## 概要
細川護煕首相が辞意を表明し、後継首相をめぐって事態が混迷する中、1994年（平成6年）4月15日、自民党・清和会の鹿野道彦、北川正恭、佐藤敬夫、坂本剛二、増子輝彦の衆議院議員5名が、新生党を中心とする勢力と自民党との間に位置する第三勢力を目指して離党。18日に「新党みらい」を結成し、代表には鹿野が就任した。
同月28日に発足した羽田内閣に対しては閣外協力の立場をとった。
同年6月29日の羽田の後継の首相指名選挙では、新生党など旧連立与党が擁立した海部俊樹を支持したが、自民党、社会党、新党さきがけが擁立した村山富市に敗れる。
同年7月27日、同様に自民党離党者の小集団である高志会、旧改革の会、自由党（柿澤弘治党首）とともに自由改革連合を結成。代表には海部が就任した。
同年12月9日解党。翌日の新進党結党に5名全員が参加した。
2007年（平成19年）11月の時点で、「新党みらい」名義で活動している政治団体があるが無関係である。